# اورور كليمون
اورور كليمون (بالفرنسية: Aurore Clément)‏ هي مؤدية وعارضة وممثلة فرنسية، ولدت في 12 أكتوبر 1945 بسواسون في فرنسا.

## أعمال

### أفلام
- (1979) القيامة الآن[4]
- (1984) باريس، تكساس
- (2006) ماري أنطوانيت[5]
- (2015) دفقة كبيرة[6]

## وصلات خارجية
- اورور كليمون على موقع IMDb (الإنجليزية)
- اورور كليمون على موقع قاعدة بيانات الأفلام العربية
- اورور كليمون على موقع ألو سيني (الفرنسية)
- اورور كليمون على موقع ميوزك برينز (الإنجليزية)
- اورور كليمون على موقع أول موفي (الإنجليزية)
- اورور كليمون على موقع قاعدة بيانات الأفلام السويدية (السويدية)
- اورور كليمون على موقع قاعدة بيانات الفيلم (الإنجليزية)
- اورور كليمون على موقع كينوبويسك (الروسية)